# Kaiserfleisch

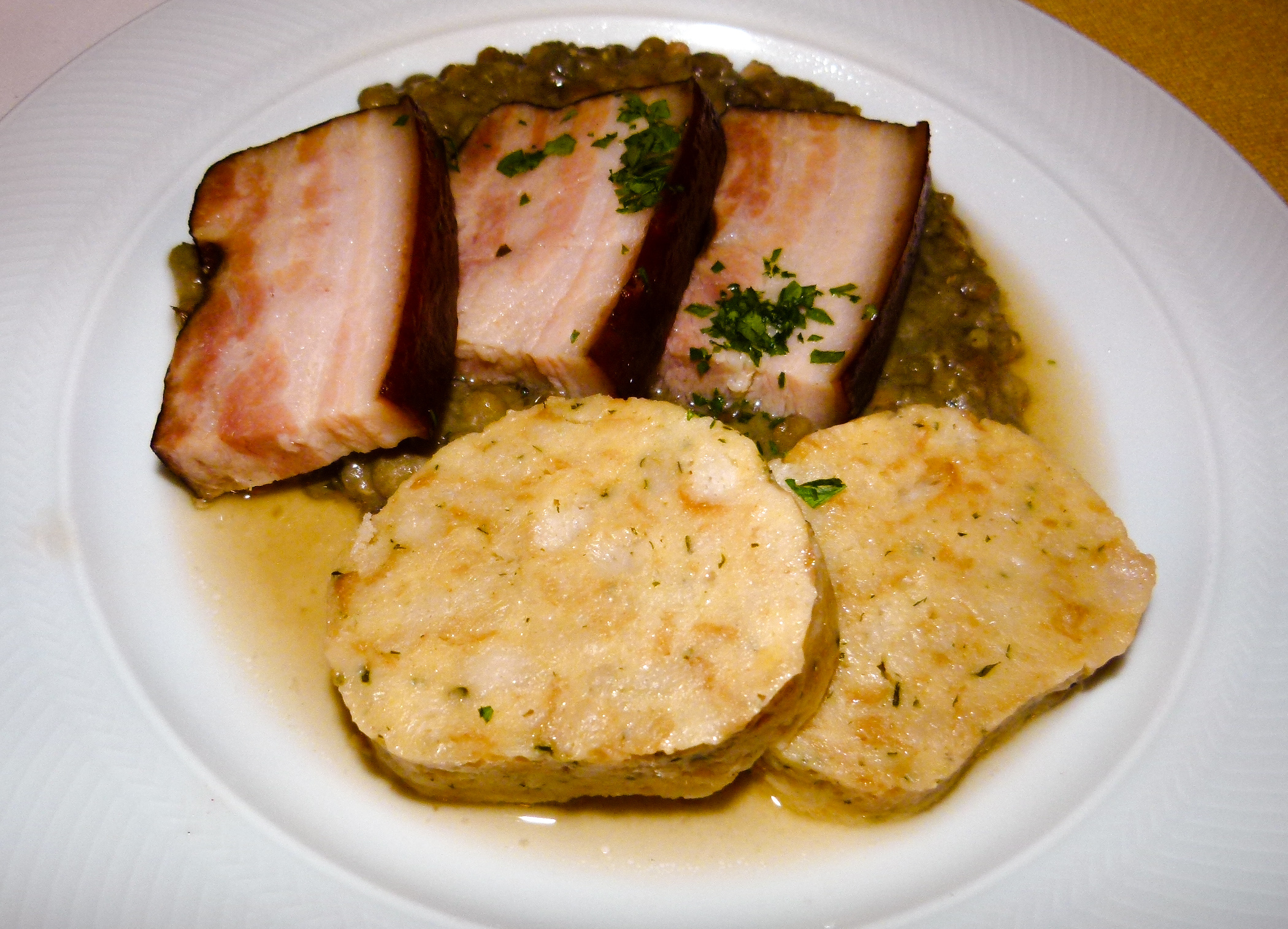
Österreichisches Kaiserfleisch mit Specklinsen und Serviettenknödel

Kaiserfleisch ist eine Bezeichnung für verschiedene, meist gepökelte und gegarte Fleischerzeugnisse vom Rücken oder Rumpf des Schweins. Das Wort entstammt der österreichischen und südostdeutschen Küchensprache und kann sich auf verschiedene Teilstücke des Schweinefleischs beziehen.
Die Vorsilbe „Kaiser-“ soll ein besonders gutes Fleisch bezeichnen, vergleichbar mit Kaisersemmel, Kaiserschmarrn, Kaiserbirne und ähnlichen Ausdrücken.

## Rippen
Zunächst steht Kaiserfleisch, insbesondere in der älteren Literatur, für gepökeltes und geselchtes Fleisch vom Rippenstück des Schweins, ist also mehr oder weniger mit dem Selchkarree (Kasseler Rippenspeer) gleichzusetzen. Schon Friedrich Nicolai, der seiner „Reise durch Deutschland und die Schweiz“ (veröffentlicht 1785) einen „Versuch eines östreichischen Idiotikon“ anhängt, definiert:
Kaiserfleisch, das kurze Fleisch an den Ribben, geselchtes Kaiserfleisch. spr. Kaaserfleisch.
Solche Karreestücke, aber – ebenfalls unter dem Namen Kaiserfleisch – auch Stücke von der Schweinebrust, werden gekocht und als Spezialität der österreichischen Küche mit Sauerkraut und Semmelknödeln angerichtet.
Diesem Wortverständnis entspricht auch die Definition in den Leitsätzen für Fleisch und Fleischerzeugnisse des deutschen Lebensmittelbuchs; denen gemäß ist Kaiserfleisch ausschließlich vom Kotelettstück, stets knochenfrei, weitgehend vom Fettgewebe befreit, und darf – auch unter Zusatz von Brät – aus mehreren Strängen zusammengesetzt sein.
Zur Herstellung nimmt man Kotelettstücke ab der 6. Rippe, also keinen Nacken. Sie werden ausgelöst, vom Speck befreit, mild gepökelt und kurz (6–12 Stunden) kaltgeräuchert, dann in Formen oder auf ein Brett gebunden bei 80 °C gegart.

## Bauch
Im jüngeren Sprachgebrauch in Österreich und auch Südostdeutschland versteht man unter Kaiserfleisch jedoch geselchten Schweinebauch. In Wien kann daneben auch einfach zartes Fleisch eines jungen Schweins (Jungschweinernes) gemeint sein.